# Runkolinja 510
La ligne 510 (finnois : Runkolinja 510) est une ligne de bus à haut niveau de service du réseau des bus de la région d'Helsinki en Finlande.
La ligne 551 est devenue la ligne principale 510 le 12 août 2019.

## Parcours
La ligne traverse entre-autres Tapiola, Otaniemi, Munkkiniemi, Pasila et Sörnäinen.
Ses arrêts sont: gare routière de Westend, Tuuliniitty, Tapiola (M), Kontiontie, Otsolahdentie, Aalto-yliopisto (M), Otaniemensilta, Lehtisaarentie, Kuusisaarenkuja, Kuusiniementie, Munkkiniemen aukio, Meilahdentie, Hôpital de Meilahti, Palkkatilanportti, gare de Pasila, Jämsänkatu, Pasilan konepaja, Telekatu, Päijänteentie, Junatie, Tynnyrintekijänkatu, Kalasatama (M), Kulosaari, Tupasaari, Kipparlahti et Herttoniemi (M).